# Pollastre amb arròs de Hainan
El pollastre amb arròs de Hainan és un plat d'origen xinès relacionat més sovint amb la gastronomia de Singapur o Malàisia, si bé també es ven comunament en la veïna Tailàndia, i està present a Hainan, en la pròpia Xina.
S'anomena així per les seves arrels en la cuina de Hainan, ja que es basa en la recepta del pollastre Wenchang, i fou creada per emigrants de la regió, que l'exporten arreu del Nanyang o Sud-est asiàtic.
La versió present a la zona de Singapur combina elements de les gastronomies cantonesa i de Hainan juntament amb gustos culinaris del sud-est asiàtic. El plat es va popularitzar a Singapur en els anys 1950 per Moh Lee Twee, el restaurant del qual va funcionar de 1947 a 1997.

## Preparació
El pollastre es prepara amb mètodes tradicionals de Hainan, que inclouen coure el pollastre sencer en un brou d'os de porc i pollastre, reutilitzant el brou una vegada i una altra i afegint-li aigua només quan cal, d'acord amb els gustos xinesos per crear vins mestres. Aquest brou no es fa servir per preparar l'arròs, que es fa amb brou de pollastre creat específicament per a tal fi, donant un arròs oliós i ric en sabor conegut com a «arròs oliós», al qual de vegades s'afegeix fulles de pandano del sud-est asiàtic. Alguns cuiners afegeixen llet de coco a l'arròs, el que recorda al plat malai nasi lemak. Els hainaneses prefereixen aus velles i grosses per aconseguir extreure més quantitat d'oli, creant així un plat amb més gust. Amb el temps, però, el plat va començar a adoptar elements de la cuina cantonesa, com utilitzar aus més joves per aconseguir carns més tendres. En una altra variant, l'au s'enterra en gel abans de cuinar-per obtenir una pell semblant a gelatina, el que normalment s'anomena Baiji (白 鸡), 'pollastre blanc', en contrast amb el més tradicional lǔjī (卤鸡, 'brou de pollastre ') o Shaoji (烧鸡,' pollastre rostit '). A Singapur, on el progrés ha fet inviable el manteniment i emmagatzematge de vins mestres, la carn es cuina en aigua bullent condimentada amb all i gingebre, usant-se el brou resultant en la preparació de l'arròs i també per a la sopa acompanyant. El plat sol servir-se amb diverses salses per mullar, incloent salsa de bitxo i gingebre picat. És freqüent oferir també a Hainan una tercera salsa que inclou salsa d'ostra barrejada amb all, mentre la salsa de soja fosca se serveix més comunament a Malàisia i Singapur. La versió del bitxo en aquestes regions és també molt més picant, reflectint les seves influències del sud-est asiàtic, i pot també incloure una barreja de bitxo amb all. La majoria dels plats se serveixen amb cogombre en rodanxa, seguint el gust xinès d'incloure alguna varietat per un àpat més completa.
De vegades se serveix a Singapur i Malàisia una versió desossada del pollastre amb arròs.

## Variants regionals

### Singapur
El predomini de llocs venent pollastre amb arròs de Hainan com a principal especialitat a Singapur subratlla la indiscutible popularitat del plat entre els de Singapur i els visitants estrangers. El pollastre amb arròs de Hainan es considera sovint un plat nacional de Singapur, i se serveix sovint en exposicions i esdeveniments globals a l'estranger, a més de restaurants de tot el món regentats per Singapur. El pollastre amb arròs de Hainan és també un dels pocs plats locals servits en vols de Singapore Airlines.A Singapur, el pollastre amb arròs de Hainan es ven en llocs i food courts. Hi ha llocs de pollastre amb arròs de Hainan que han establert franquícies o sucursals, incloent Five Star Hainanese Chicken Rice, Boon Tong Kee, Tian Tian, Loy Kee i altres, que tenen molts locals per tota l'illa. El preu varia entre 2 i 4S $ (l'últim si el plat inclou una cuixa). Alguns locals serveixen extres, com ou dur, fetge de pollastre, tofu i kai-lan com guarnicions, costant habitualment cada plat entre 0,50 i 1,50S $. Alguns serveixen plats combinats que inclouen aquestes guarnicions. Les cafeteries regentades per hainaneses tendeixen a servir receptes de la cuina de Hainan, amb el pollastre amb arròs sent el plat estrella. Altres plats de Hainan inclouen costelles de porc, verdures, peix, ous i char siu. Pollastre amb arròs de Hainan a Chatterbox, Meritus Mandarin.
Les cantines de les escoles també serveixen pollastre amb arròs, però solen tenir un estil més simple, incloent només el pollastre tallat amb arròs i salsa de soja com a opció més sana.
Singapur, com Malàisia, compta amb altres variants d'aquest plat, que inclouen l'ús de pollastre rostit en comptes de carn d'olla.

### Malasia
El pollastre amb arròs d'Ipoh, de la ciutat malaia d'Ipoh, sol servir-se amb brots de mongetes. Es tracta d'una versió molt popular del pollastre amb arròs, que han adoptat lentament molts locals especialitzats en aquest plat, afegint brots de mongetes. El pollastre amb arròs també pot acompanyar amb una simple sopa de mandonguilles de porc.
A més d'això, diversos venedors de carrer també serveixen una varietat de freixures de pollastre -molleja, fetge i intestinos- que també és popular entre els amants del pollastre amb arròs.
El famós restaurant de pollastre amb boles d'arròs situat a Malaca (Malàisia).
A Malaca, el pollastre se serveix amb boles d'arròs en comptes d'un bol d'arròs. L'arròs es premsa en boles de la mida de pilotes de golf i se serveix al costat del pollastre trossejat. Aquest plat es pren de la mateixa manera que la versió normal, assegurant-prendre un tros de pollastre, una mica d'arròs i salsa de soja i bitxo en cada mos. Els cuiners més antics argumenten que originalment es va donar forma de bola a l'arròs perquè es necessitava mantenir temperat des del moment en què era cuinat (sovint més d'hora en el dia) fins a l'hora de dinar. Aparentment quan les boles d'arròs es guardaven en recipients de fusta es mantenien calents durant més temps. L'altra teoria és que les boles d'arròs eren més fàcils de portar i, per tant, els treballadors de les plantacions les portaven més fàcilment des de casa. Actualment les boles d'arròs són apreciades més com a novetat que com una altra cosa.
El pollastre amb arròs està disponible a Malàisia en cafeteries xineses, però també en llocs de carrer i cadenes de restaurants com ara The Chicken Rice Shop i Nam Heong. La majoria dels venedors de pollastre amb arròs del país ofereixen també una variant de pollastre rostit en comptes del cuit normal. Altres variants inclouen una versió a la barbacoa i una altra rostida amb mel.

### Tailandia
El pollastre amb arròs de Hainan és un plat comú a Tailàndia, on es diu khao mun gai (ข้าวมัน ไก่). Es serveix amb una guarnició de cogombre i de vegades amb sang de pollastre i coriandre fresc, juntament amb un bol de brou de pollastre clar. La salsa que acompanya el plat es fa amb tauchu (pasta de soja groga), salsa de soja espessa, bitxo, gingebre, all i vinagre.
En els locals més tradicionals que serveix khao mun gai, el plat solament està disponible fins a l'hora de dinar.